# Ужас (фильм, 2025)
«Ужас» (англ. The Dreadful) — предстоящий готический фильм ужасов, режиссёра Наташи Кермани. Главные роли в фильме исполнили Кит Харингтон, Софи Тернер, Марсия Гей Харден, Лоуренс О’Фуарейн и Джонатан Ховард.

## Сюжет
Действие фильма происходит в XV веке во время Войны Роз. Энн и её свекровь Морвен живут на задворках общества, когда появление человека из их прошлого приведёт к событиям, которые станут поворотными в судьбе Энн.

## В ролях
- Кит Харингтон — Яго
- Софи Тернер — Энн
- Марсия Гей Харден — Морвен
- Лоуренс О’Фуарейн — Шеймус
- Джонатан Ховард — брат Пенрос

## Производство
Фильм был анонсирован в феврале 2024 года, сценаристом и режиссером стала Наташа Кермани. Софи Тернер получила главную роль и стала одним из продюсеров фильма. Среди других продюсеров фильма — Люк Дэниелс из Redwire Pictures/Tunnel и Патрик Малдун и Патрик Хиблер из Storyboard Media. Грег Лауритано выступает продюсером от компании Black Magic. В актёрский состав также вошёл Кит Харингтон. Марсия Гей Харден присоединилась к актёрскому составу в ноябре 2024 года, когда в Корнуолле начались основные съёмки. В январе 2025 года появилась информация, что фильм находится на стадии постпроизводства.
Права на прокат фильма принадлежат компании True Brit Entertainment.